# Sicàrids
Els sicàrids (Sicariidae) són una família d'aranyes araneomorfes descrita per E. Keyserling l'any 1880. És una de les famílies amb espècies realment perilloses per a l'ésser humà, com Loxosceles laeta o Sicarius hahni, ja que el verí que injecten produeix necrosi dels teixits i en alguns casos, poden provocar la mort.

## Sistemàtica
Segons el World Spider Catalog amb data de 8 de gener de 2019, aquesta família té reconeguts 3 gèneres i 168 espècies de les quals 139 pertanyen al gènere Loxosceles que té una ampla distribució per tot el món. El creixement dels darrers anys és considerable en quants al nombre d'espècies, ja que el 2 de febrer de 2006, hi havia reconegudes 122 espècies; 46 espècies més. Els 3 gèneres són:
- Hexophthalma Karsch, 1879 Sud d'Àfrica
- Loxosceles Heineken & Lowe 1832 (arreu del món)
- Sicarius Walckenaer, 1847 (Sud-amèrica, Àfrica, Galàpagos)

### Superfamília Scytodoidea
Els sicàrids havien format part de la superfamília dels escitodoïdeus (Scytodoidea), al costat de drimúsids, periegòpids i escitòdids. També s'havia proposat una gran superfamília, Sicarioidea, per agrupar diverses famílies relacionades.
Les aranyes, tradicionalment, havien estat classificades en famílies que van ser agrupades en superfamílies. Quan es van aplicar anàlisis més rigorosos, com la cladística, es va fer evident que la major part de les principals agrupacions utilitzades durant el segle XX no eren compatibles amb les noves dades. Actualment, els llistats d'aranyes, com ara el World Spider Catalog, ja ignoren la classificació de superfamílies.